# Walter Keane
Walter Stanley Keane (ur. 7 października 1915 w Lincoln, zm. 27 grudnia 2000 w Encinitas) – amerykański plagiator, który stał się sławny w latach 60. XX wieku jako rzekomy autor serii szeroko reprodukowanych obrazów przedstawiających wrażliwe postacie o dużych oczach. Obecnie uznaje się, że obrazy te zostały namalowane przez jego żonę, Margaret Keane.

## Życiorys
Walter Keane urodził się 7 października 1915 roku w Lincoln, w stanie Nebraska. Jego matka, Alma Christina (Johnson) Keane, pochodziła z Danii, a ojciec, William Robert Keane, miał irlandzkie korzenie. Był jednym z dziesięciorga dzieci z drugiego małżeństwa swojego ojca i dorastał w białym, drewnianym domu niedaleko centrum miasta. W dzieciństwie zarabiał, sprzedając buty. W latach 30. przeniósł się do Los Angeles i uczęszczał do uczelni Los Angeles City College. Jako młody człowiek spędził również trochę czasu w Paryżu i później twierdził, że studiował tam sztukę.
Po ukończeniu studiów Keane zamieszkał w Berkeley w Kalifornii wraz ze swoją pierwszą żoną, Barbarą Ingham. Oboje rozpoczęli wspólną karierę, pracując jako agenci nieruchomości. Po kilku latach spędzonych za granicą wraz z córką Susan wrócili do Berkeley i założyli firmę produkującą "edukacyjne zabawki", pacynki służące do nauki języka francuskiego dla dzieci. Ich starannie wykonane lalki sprzedawano w luksusowych domach towarowych, takich jak Saks Fifth Avenue. Barbara została kierownikiem katedry projektowania ubioru na Uniwersytecie Kalifornijskim w Berkeley, a Walter zamknął firmę zabawkarską oraz agencję nieruchomości, by całkowicie poświęcić się malarstwu. Para rozwiodła się w 1952 roku, a w 1955 Walter poślubił w Honolulu swoją drugą żonę, Margaret Keane.
Keane po raz pierwszy zaprezentował obrazy swojej żony jako własne w 1957 roku, na plenerowym pokazie sztuki na Washington Square Park na Manhattanie. Jednym z głównych miejsc, gdzie sprzedawał swoje prace, był klub komediowy Hungry i w San Francisco. Obrazy szybko zyskały popularność. W 1961 roku firma Prescolite Manufacturing Corporation zakupiła obraz „Our Children” i przekazała go Funduszowi Narodów Zjednoczonych na rzecz Dzieci; dzieło znajduje się w stałej kolekcji sztuki ONZ W 1965 roku został nazwany „jednym z najbardziej kontrowersyjnych i odnoszących największe sukcesy malarzy współczesnych”. Prace przypisywane jemu znajdowały się w kolekcjach wielu sławnych osób (m.in. Reda Skeltona i Czang Kaj-szeka) i wisiały w licznych stałych ekspozycjach (m.in. w Teatrze Bolszoj oraz Siedzibie Głównej ONZ).
W wywiadzie dla magazynu „Life” w 1965 roku Keane twierdził, że inspiracją dla jego obrazów przedstawiających dzieci z dużymi oczami była podróż do Europy jako studenta sztuki. W tym samym wywiadzie stwierdził, że „nikt nie potrafił malować oczu jak El Greco, i nikt nie potrafi malować oczu jak Walter Keane”.
1 listopada 1964 roku na wniosek Margaret Keane doszło do separacji. Małżeństwo ostatecznie zakończyło się rozwodem w 1965 roku. W 1970 roku Margaret Keane ogłosiła w audycji radiowej, że to ona jest prawdziwą autorką obrazów przypisywanych jej mężowi. Keane’owie nadal spierali się o autorstwo dzieł, a po tym jak Walter zasugerował, że Margaret twierdzi, iż to ona je namalowała, bo sądziła, że on nie żyje, kobieta pozwała go do sądu federalnego za zniesławienie. Na rozprawie sędzia nakazał zarówno Margaret, jak i Walterowi namalowanie w sali sądowej obrazu dziecka z dużymi oczami. Walter odmówił namalowania obrazu, powołując się na bolące ramię, natomiast Margaret ukończyła obraz w 53 minuty. Po trzech tygodniach procesu ława przysięgłych przyznała Margaret odszkodowanie w wysokości 4 milionów dolarów amerykańskich (równowartość 11 milionów dolarów w 2024 roku).
Po rozwodzie z Margaret Keane, Walter Keane poślubił swoją trzecią żonę, Joan Marie Mervin, stewardessę pochodzącą z Kolumbii Brytyjskiej.
W 1990 roku federalny sąd apelacyjny podtrzymał wyrok w sprawie zniesławienia, ale uchylił odszkodowanie w wysokości 4 milionów dolarów. Margaret postanowiła nie odwoływać się w sprawie pieniędzy, twierdząc, że „nie zależało jej na pieniądzach, chciała tylko udowodnić, że to ona namalowała te obrazy”.
Zmarł 27 grudnia 2000 roku w Encinitas w wieku 85 lat.

## W kulturze popularnej
W filmie Wielkie oczy postać Waltera Keane'a zagrał Christoph Waltz. Otrzymał on za tę rolę nominację do nagrody Złotego Globu dla najlepszego aktora w filmie komediowym lub musicalu.